# Polinices

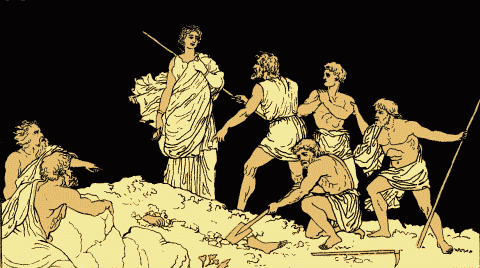
Antígona y el cuerpo de Polinices

Polinices (en griego antiguo: Πολυνείκης, en latín: Polynices o Polyneices), era, en la mitología griega, hijo de Edipo y Yocasta y, por lo tanto, hermano de Etéocles. Su nombre significa pendenciero. Cuando su padre murió, su hermano Etéocles y él se enzarzaron en una guerra que dio lugar a la muerte de ambos entre sí. Su tío, Creonte, hermano de Yocasta, se proclamó rey de Tebas. Creonte dio orden de no sepultar el cadáver de Polinices por haber traicionado a Tebas, pero su hermana Antígona desobedeció a Creonte y le dio sepultura.

## Familia
Según la versión de la tragedia, Edipo se casó con su propia madre, llamada Yocasta o Epicasta, y engendró con ella dos hijos, Polinices y Etéocles, y también dos hijas, Antígona e Ismene. La Odisea dice que Epicasta tomó en matrimonio a su hijo sin saberlo y, presa de la culpabilidad al descubrirlo terminó ahorcándose; en esta versión no se menciona a ningún descendiente. Edipo se habría casado entonces con Euriganea, hija de Hiperfante, y fue Eriganea la madre de Polinices y sus hermanos. Polinices se desposó con Argía, hija de Adrasto, y que incluso tras la muerte de Edipo, Argía vino con otros al duelo de Edipo. Hijo de Polinices y Argía fue Tersandro. También se mencionan otros dos hijos de Polinices, llamados Adrasto y Timeas, quienes estuvieron presentes en la conquista de Tebas.

## Maldición de Edipo a sus hijos
Edipo descubrió que se había casado con su propia madre, Yocasta, y lanzó una maldición contra sus hijos Polinices y Etéocles en la que les deseó que se repartieran el reino de Tebas luchando entre ellos o, en otra versión, deseándoles directamente que se mataran el uno al otro.
En otra versión se dice que Astimedusa, la segunda esposa de Edipo tras la muerte de Euriganea, acusó a sus dos hijastros, Polinices y Etéocles, de haber intentado forzarla, lo que provocó que Edipo montara en cólera. Esto explica la causa alternativa por la que ambos hermanos provocaron luchas entre ellos por el trono de Tebas.

## Reparto del trono de Tebas
Polinices y Etéocles decidieron repartirse el reino pactando que cada uno reinaría alternativamente durante un año. En el año en que no les tocase reinar, deberían ausentarse de Tebas, para tratar de evitar así la maldición lanzada por su padre.
Tras un año de reinado de Etéocles, Polinices reclamó el cumplimiento del pacto, pero Etéocles se negó a ello. Los motivos de esta negativa no están claros y son diversos según los diferentes autores. Normalmente se dice sencillamente que Etéocles se negó a respetar el turno anual pero según Helánico de Lesbos, en realidad Etéocles había dado anteriormente a Polinices la posibilidad de escoger entre el trono y varios tesoros (el collar y el peplo de Harmonía) y Polinices había escogido la segunda opción.

## Polinices en Argos
Habiendo sido expulsado de Tebas por su hermano, Polinices se refugió en Argos. Llegó al palacio de su monarca Adrasto, al mismo tiempo que Tideo, que había sido desterrado de Etolia y se emprendió una lucha entre estos dos últimos. Adrasto detuvo el combate y, siguiendo un oráculo que había recibido mediante el cual casaría a sus dos hijas con un león y un jabalí, decidió que Deípile se casaría con Tideo y Argía con Polinices (puesto que Polinices había acudido cubierto con una piel de león y Tideo con la de un jabalí). Tras conocer sus historias, Adrasto prometió a Polinices y a Tideo restituirlos en los tronos de los reinos de los que habían sido desterrados.

## Expedición de los siete contra Tebas
Adrasto formó un ejército para tomar Tebas, mandado por siete caudillos. Uno de los caudillos, Anfiarao, se negaba a formar parte de la expedición, porque era adivino y sabía que iba a morir en la empresa pero Polinices sobornó a Erifila, su esposa, con el collar de Harmonía, para que decidiera en un arbitraje que su esposo tomaría parte en la expedición. Durante la marcha a Tebas se realizaron unos juegos fúnebres en honor de Arquémoro, un niño que había muerto accidentalmente mordido por una serpiente y en los que Polinices consiguió vencer en la prueba del pugilato. Tras llegar a Tebas, se inició el asedio de la ciudad. Durante el mismo, Polinices atacó la puerta defendida por su hermano Etéocles y decidieron retarse a un duelo singular, en el transcurso del cual se dieron muerte el uno al otro.

## Sepultura del cuerpo de Polinices
Creonte, que pasó a ocupar el trono de Tebas, se negó a que el cuerpo de Polinices fuera sepultado, por haber peleado contra su patria. Sin embargo, Antígona, hermana de Polinices, desobedeció la orden y le dio sepultura o bien arrojó un puñado de tierra sobre el cadáver, por lo que Antígona fue encerrada viva en una tumba, donde murió o, en otra versión, fue salvada por su prometido, Hemón.